# Микуљ
Микуљ или Микуљски камен је вис који се издиже из висоравни Кучајских планина. На њему су јасно издвојена два дела, до висине око 1000 m, састављен је из палеозоичких шкриљаца, има врло благе нагибе и под вегетацијом је. Преко њега лежи кречњачка табла састављена из лапоровитог кречњака, који је пун оолитичних зрна. На југозападу и истоку завршава се та табла одсецима, а на северозападу благо пада и наслања на земљиште палеозоичких шкриљаца. Највиша тачка износи 1023 m.
Са Микуља пружа се поглед на околне висове Кучајских планина, на висораван око Микуља, Дубашничку висораван, Крња Јелу и Лазарев кањон. На југоистоку се види Ртањ, а на западу Брезовички вис. Најлепши је поглед на непосредну околину, на висораван око Микуља.
У западном подножју виса налази се манастир истинске православне цркве, манастир Нови Стјеник.